# سرو کالدونیای جنوب
سرو کالدونیای جنوب (نام علمی: Libocedrus austrocaledonica) نام یک گونه از سرده سروهای اشک‌دانه است.